# Loi renforçant la sécurité intérieure et la lutte contre le terrorisme
Lire en ligne

Sur Légifrance

La loi du 30 octobre 2017 renforçant la sécurité intérieure et la lutte contre le terrorisme (loi SILT), présentée par le second gouvernement d'Édouard Philippe, institue des mesures de prévention contre le terrorisme, comme les périmètres de protection, les assignations individuelles à un périmètre géographique, ou des perquisitions. Comme cela est le cas durant les périodes d'état d’urgence, ces décisions sont prises par l’autorité administrative et non par l’autorité judiciaire.

## Contexte
La législation sur le terrorisme est apparue en France en 1986 et a été continuellement renforcée. Elle permet la prolongation de la garde à vue durant 120 heures, ou les perquisitions à toute heure, à la demande d'un magistrat. Cette législation a encore évolué récemment avec la promulgation de la loi relative au renseignement en 2015 et de la loi renforçant la lutte contre le crime organisé, le terrorisme et leur financement, et améliorant l'efficacité et les garanties de la procédure pénale en juin 2016 qui prévoit la possibilité de retenue administrative pour une durée maximum de quatre heures. La loi de prorogation de l'état d'urgence de juillet 2016 signe notamment le retour de la « double peine » pour les terroristes de nationalité étrangère. 
L'état d'urgence est une forme d'état d'exception permettant aux autorités administratives (ministre de l’Intérieur, préfet) de prendre des mesures restreignant les libertés comme l'interdiction de la circulation ou la remise des armes à feu de certaines catégories. Les mesures les plus sévères sont les assignations à résidence, la fermeture de certains lieux, l'interdiction de manifester et les perquisitions administratives de jour et de nuit. Ainsi, il dessaisit l'autorité judiciaire de certaines de ses prérogatives. Contrairement à l'état de siège, il n'implique pas les forces armées. Créé en 1955 pour faire face aux événements liés à la guerre d'Algérie, l'état d'urgence est en vigueur depuis le 14 novembre 2015 en raison des risques d'attentats.
Afin de mettre fin à l'état d'urgence, le nouveau président de la République Emmanuel Macron et le gouvernement Édouard Philippe 2 souhaitent modifier la législation antiterroriste pour reprendre des dispositions possibles en état d’urgence.

## Présentation et débats parlementaires
Le président de la République a annoncé un tel projet de loi pour mettre fin, au plus tard, le 1er novembre 2017, après une prorogation votée début juillet, à l'état d'urgence en vigueur depuis les attentats du 13 novembre 2015. Le projet de loi est présenté en Conseil des ministres le 22 juin 2017. Défendu par le ministre de l'intérieur Gérard Collomb, il est débattu en séance au Sénat les 18 et 19 juillet 2017.
Le texte a été dénoncé par plusieurs organisations, dont Amnesty International France, la Ligue des droits de l'Homme ou le syndicat de la magistrature (SM), mais aussi des personnalités comme le défenseur des droits Jacques Toubon, la juriste Mireille Delmas-Marty et le commissaire européen aux droits de l'Homme Nils Muiznieks. 
Toutefois, les sénateurs ont limité la portée initiale de mesures contestées, et ont imposé une évaluation annuelle de l'utilité de ces dispositions.
Le rapporteur et sénateur UDI et ancien garde des sceaux Michel Mercier fait limiter dans le temps, au 31 décembre 2021, l'application des dispositions permettant de prendre des mesures individuelles de contrôle administratif et de surveillance que sont l’assignation dans la commune, l'usage préventif du bracelet électronique et la perquisition administrative. La disposition devant permettre au ministre de l’intérieur d’obliger une personne à déclarer tous ses numéros d’abonnement et identifiants de communication électronique est supprimée du texte, cette mesure portant selon Michel Mercier « une forte atteinte aux libertés constitutionnelles : respect de la vie privée, secret des correspondances et droits de la défense » . Les personnes assignées à résidence ne pourront pas être astreintes à plus de trois pointages par semaine au commissariat au lieu d’un par jour prévu dans le projet initial afin que le régime ordinaire ne soit pas plus sévère que celui de l’état d’urgence. Décidé pour des périodes de trois ou six mois, le renouvellement des assignations devra désormais être autorisé par le juge des libertés et de la détention au lieu d'un renouvellement sans limite par le préfet, sous réserve d'apporter « des éléments nouveaux ou complémentaires » dans le projet initial . Principale innovation par rapport à l’état d’urgence, la création des « périmètres de protection » autour d’un lieu ou d’un événement soumis à un risque terroriste est précisée pour « circonscrire l’usage » de cette mesure qui permet des contrôles et des fouilles par palpation de personnes se rendant sur ces lieux ou événements.
Le Sénat pérennise le système de suivi des données des dossiers de passagers aériens (PNR) et autorise la création d'un nouveau traitement automatisé de données à caractère personnel pour les voyageurs de transports maritimes. Il instaure aussi un nouveau cadre légal de surveillance des communications hertziennes et élargit les possibilités de contrôle dans les zones frontalières. Le Sénat a proposé des mécanismes d'évaluation et d'encadrement des associations de prévention et de lutte contre la radicalisation, et autorisé les agents des services de sécurité de la SNCF et de la RATP à transmettre en temps réel les images captées par leurs caméras individuelles lorsque leur sécurité est menacée
Le 18 juillet, le Sénat adopte le projet de loi par 229 voix (droite sénatoriale LR et centriste, En Marche et RDSE) contre 106 (socialistes, communistes et deux anciennes membres de l'ancien groupe EELV, Aline Archimbaud et Esther Benbassa).
Le 30 octobre, la loi est promulguée. L’état d’urgence prend fin le lendemain, et les dispositions de la loi  renforçant la sécurité intérieure et la lutte contre le terrorisme entrent en vigueur.

## Réactions et prises de position
Cette loi est sévèrement critiquée par The New York Times qui estime que celle-ci « légaliserait de façon permanente l'état d'urgence décrété par François Hollande » et juge que les mesures inscrites dans ce texte « ont peu contribué à lutter contre le terrorisme, pas davantage que les lois déjà existantes, tout en menaçant réellement les droits des citoyens ». Pour le quotidien américain, il est « alarmant » que le pouvoir exécutif cherche à consacrer l'état d'urgence dans le droit commun et forge ainsi « un frein permanent aux droits constitutionnels des citoyens français »,.
Pour le professeur de droit constitutionnel Dominique Rousseau, la volonté de l’exécutif d’introduire dans le droit commun les principales mesures de l’état d’exception qu’est l’état d’urgence « nous fait nous habituer à vivre sous état d’urgence "comme si de rien n’était". Et celle, claire, de l’ancrage dans la loi de la prévalence du pouvoir administratif sur le pouvoir judiciaire, c’est-à-dire de l’ordre public sur les libertés individuelles. Or, quand on porte atteinte aux libertés, on est certain d’en limiter l’exercice mais on n’est jamais certain de garantir la sécurité. C’est pourquoi, pour tout démocrate, la liberté est la première des sécurités. ».

## Contrôles de constitutionnalité
Le Conseil constitutionnel n’est pas saisi du texte avant sa promulgation.
Il est saisi de quatre questions prioritaires de constitutionnalité, sur les mesures de prévention d'actes de terrorisme. Ses décisions, rendues le 16 février et le 29 mars 2018, déclarent l’essentiel des mesures conforme à la Constitution. Sont toutefois censurées les conditions de recours devant le juge administratif et les saisies de documents ou objets lors des perquisitions, avec effet au 1er octobre 2018,,. La loi de programmation 2018-2022 et de réforme pour la justice modifie ces conditions afin de tirer les conséquences de ces censures.

## Contenu de la loi

### Prévention d'actes de terrorisme
Ces mesures, inspirées de l’état d’urgence, sont ajoutées dans le code de la sécurité intérieure. Elles sont soumises à un contrôle du Parlement et sont applicables jusqu'au 31 décembre 2020. La loi du 24 décembre 2020 proroge jusqu’au 31 juillet 2021 la durée de validité de ces mesures.

#### Périmètres de protection
L’autorité administrative peut instituer par arrêté motivé un périmètre de protection au sein duquel l’accès et la circulation des personnes sont réglementés, afin d’assurer la sécurité d’un lieu ou d’un événement exposé à un risque d’actes de terrorisme.

#### Fermeture des lieux de culte
Aux seules fins de prévenir la commission d’actes de terrorisme, l’autorité administrative peut prononcer la fermeture des lieux de culte dans lesquels les propos qui sont tenus, les idées ou théories qui sont diffusées ou les activités qui se déroulent provoquent à la violence, à la haine ou à la discrimination, provoquent à la commission d’actes de terrorisme ou font l’apologie de tels actes. Cette fermeture ne peut excéder six mois.

#### Mesures individuelles de contrôle administratif et de surveillance
Le ministre de l’Intérieur peut, après en avoir informé le procureur de la République de Paris et le procureur de la République territorialement compétent, obliger une personne à l’égard de laquelle il existe des raisons sérieuses de penser que son comportement constitue une menace d’une particulière gravité pour la sécurité et l’ordre publics à :  
- ne pas se déplacer à l’extérieur d’un périmètre géographique déterminé, qui ne peut être inférieur au territoire de la commune. La délimitation de ce périmètre permet à l’intéressé de poursuivre une vie familiale et professionnelle et s’étend, le cas échéant, aux territoires d’autres communes ou d’autres départements que ceux de son lieu habituel de résidence ;
- se présenter périodiquement aux services de police ou aux unités de gendarmerie, dans la limite d’une fois par jour, en précisant si cette obligation s’applique les dimanches et jours fériés ou chômés ;
- déclarer son lieu d’habitation et tout changement de lieu d’habitation.

Ces obligations  sont prononcées pour une durée maximale de trois mois à compter de la notification de la décision du ministre. Elles peuvent être renouvelées par décision motivée, pour une durée maximale de trois mois, lorsque les conditions prévues continuent d’être réunies. Au-delà d’une durée cumulée de six mois, chaque renouvellement est subordonné à l’existence d’éléments nouveaux ou complémentaires. La durée totale cumulée des obligations ne peut excéder douze mois.

#### Visite et saisies
Sur saisine motivée de l’autorité administrative, le juge des libertés et de la détention du tribunal de grande instance de Paris peut, par une ordonnance écrite et motivée et après avis du procureur de la République de Paris, autoriser la visite d’un lieu ainsi que la saisie des documents, objets ou données qui s’y trouvent, aux seules fins de prévenir la commission d’actes de terrorisme et lorsqu’il existe des raisons sérieuses de penser qu’un lieu est fréquenté par une personne dont le comportement constitue une menace d’une particulière gravité pour la sécurité et l’ordre publics et qui soit entre en relation de manière habituelle avec des personnes ou des organisations incitant, facilitant ou participant à des actes de terrorisme, soit soutient, diffuse, lorsque cette diffusion s’accompagne d’une manifestation d’adhésion à l’idéologie exprimée, ou adhère à des thèses incitant à la commission d’actes de terrorisme ou faisant l’apologie de tels actes.
La visite ne peut être commencée avant 6 heures ni après 21 heures, sauf autorisation expresse, écrite et motivée accordée par le juge des libertés et de la détention du tribunal de grande instance de Paris, fondée sur l’urgence ou les nécessités de l’opération.
Lorsqu’elle est susceptible de fournir des renseignements sur les objets, documents et données présents sur le lieu de la visite ayant un lien avec la finalité de prévention de la commission d’actes de terrorisme ayant justifié la visite, la personne pour laquelle il existe des raisons sérieuses de penser que son comportement constitue une menace d’une particulière gravité pour la sécurité et l’ordre publics peut, après information sans délai du juge des libertés et de la détention du tribunal de grande instance de Paris, être retenue sur place par l’officier de police judiciaire pendant le temps strictement nécessaire au déroulement des opérations.
Aux seules fins de prévenir la commission d’actes de terrorisme, si la visite révèle l’existence de documents, objets ou données relatifs à la menace d’une particulière gravité pour la sécurité et l’ordre publics que constitue le comportement de la personne concernée, il peut être procédé à leur saisie ainsi qu’à celle des données contenues dans tout système informatique ou équipement terminal présent sur les lieux de la visite soit par leur copie, soit par la saisie de leur support lorsque la copie ne peut être réalisée ou achevée pendant le temps de la visite.

### Autres mesures

#### Contrôles dans les zones frontalières
Autour des frontières, des ports et aéroports, l’identité de toute personne peut être contrôlée par des officiers de police judiciaire, pour la recherche et la prévention des infractions liées à la criminalité transfrontalière, en vue de vérifier le respect des obligations de détention, de port et de présentation des titres et documents prévus par la loi.

## Loi relative à la prévention d'actes de terrorisme et au renseignement
En juillet 2021, plusieurs mesures de la loi SILT sont renforcées dans une nouvelle loi relative à la prévention d'actes de terrorisme et au renseignement.

## Application
Entre le 1er novembre 2017 et le 5 mars 2021, ont été décidés :
- 610 périmètres de protection ;
- 8 fermetures de lieux de culte ;
- 401 mesures individuelles de contrôle administratif et de surveillance (dont 64 sont en vigueur à cette date) ;
- 451 visites et 239 saisies (63 requêtes ont été refusées par le JLD)[23].

Sur les 74 mesures individuelles de contrôle administratif et de surveillance prises au 30 novembre 2018, 3 concernent des personnes assignés depuis plus de 600 jours et 8 depuis plus d'un an sous le régime de l'état d'urgence puis sous celui de la loi renforçant la sécurité intérieure et la lutte contre le terrorisme.
Les périmètres de protection sont dans la majorité des cas liées à la sécurisation d’un événement (marathon de La Rochelle ou marchés de Noël en Alsace). Dans certains cas plusieurs arrêtés de protection de longue (gare de Paris-Nord, celle de Lille-Europe et le port de Dunkerque ) posent des questions quant à leurs légalités,.
Le 11 mai 2018, deux hommes d’origine égyptiennes sont interpellés dans le XVIIIe arrondissement de Paris. La DGSI, qui avait visité le domicile selon la disposition de la loi antiterroriste a découvert un sac contenant de la poudre noire issue d’un bloc de pétards, des tutoriels sur la fabrication d’explosifs et l’utilisation de poison.